# Mary Martin
Mary Virginia Martin (1 de desembre de 1913 – 3 de novembre de 1990) va ser una actriu teatral i cinematogràfica estatunidenca, guanyadora de Premis Tony. Entre els papers que li van donar fama es troba el de Nellie Forbush a South Pacific i el de Maria a The Sound of Music. Va ser nomenada Kennedy Center Honoree el 1989.

## Biografia

### Primers anys
Nascuda a Weatherford, Texas, la infància de Martin, segons ella mateixa descriu en la seva autobiografia My Heart Belongs, va ser feliç i segura. Va tenir relacions molt estretes amb els seus pares i amb els seus germans. La seva autobiografia detalla com la jove actriu tenia una oïda instintiva per a recrear sons musicals.

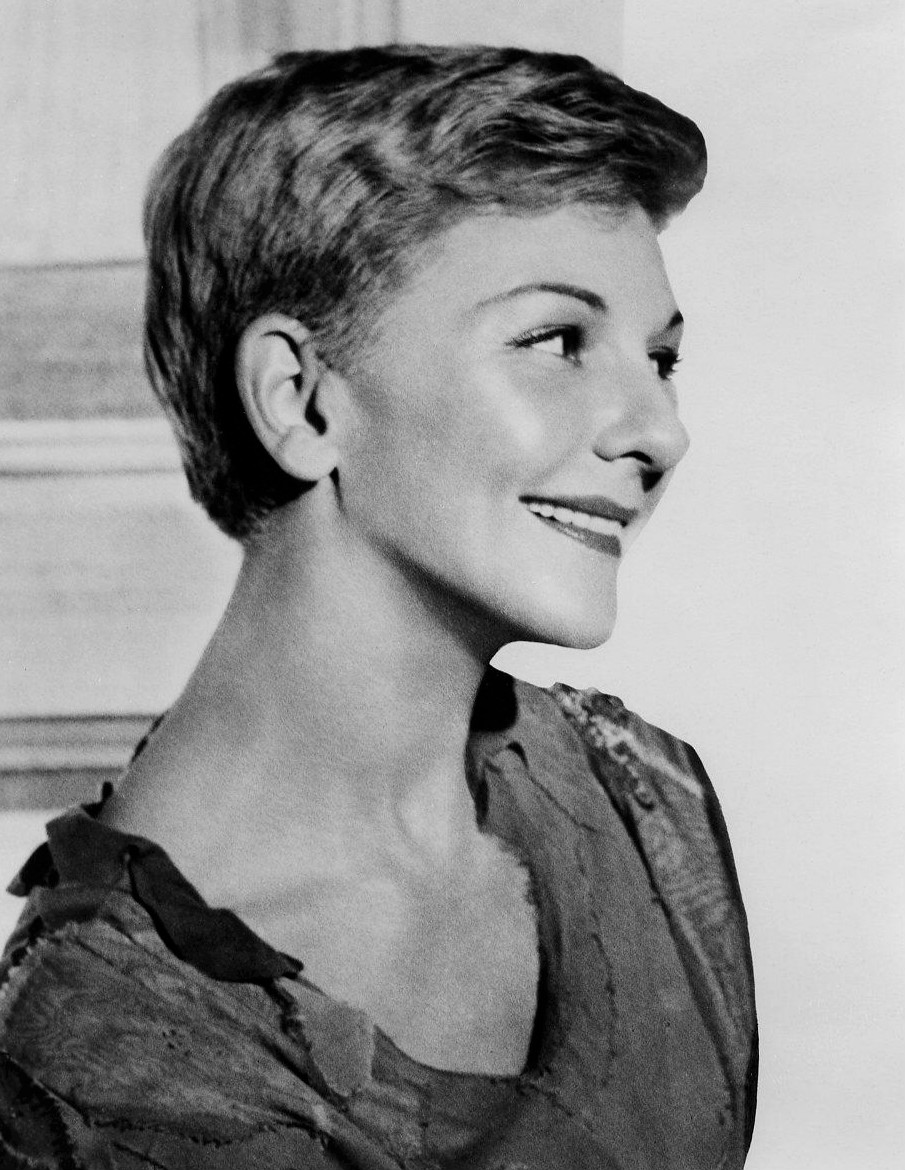
Martin com a Peter Pan el 1954

El pare de Martin, Preston Martin, era advocat, i la seva mare, Juanita Presley, professora de violí. Tenia una germana gran, Geraldine.

### Matrimoni
Martin es va comprometre amb Benjamin Jackson Hagman estant en l'escola secundària, abans de ser enviada al Ward-Belmont Collage de Nashville, Tennessee. A més d'imitar Fanny Brice cantant, pensava que l'escola era avorrida, i se sentia confinada per les regles estrictes. Trobava a faltar Weatherford, a la seva família i a Hagman. Durant una visita, Mary i Benjamin van convèncer a la mare de Mary perquè els permetés casar-se. Es van casar, ella amb 17 anys, i Martin va quedar embarassada del seu primer fill, l'actor Larry Hagman, la qual cosa la va forçar a abandonar l'escola. Va començar una nova vida, i per a ella no hi havia res millor que la interpretació.
A causa de la seva joventut, la lluna de mel va tenir lloc a casa dels seus pares. El viure a la casa paterna després del seu matrimoni la va desanimar, però la seva germana li va suggerir que ensenyés ball. Martin va obrir un estudi de dansa. Aquí va crear els seus propis moviments, imitant als famosos ballarins que ella veia a les pel·lícules.

### Inicis de la seva carrera
Desitjant aprendre més sobre la dansa, Martin es va traslladar a Califòrnia per a aprendre en una acadèmia de ball, obrint el seu propi estudi a Mineral Wells, Texas. Aquí va aprendre a cantar amb un micròfon i a frasejar cançons de blues.
Després de l'incendi del seu estudi, va deixar tot i va viatjar a Hollywood. Allí Martin es va sotmetre a nombroses proves. La seva primera prova i treball professionals van arribar per a una emissora de ràdio nacional. Va cantar en un programa anomenat Gateway to Hollywood. Després de diverses proves, Oscar Hammerstein II va sentir Martin cantar una de les seves cançons, i va lloar la seva interpretació. Aquest moment va marcar l'inici de la seva carrera.

### Carrera posterior
Mary Martin va lluitar durant gairebé dos anys per a aconseguir l'èxit en el món de l'espectacle. Va començar una carrera cantant a la ràdio de Dallas i a clubs de Los Angeles. La seva actuació en un club va impressionar a un productor teatral, i va ser escollida per treballar en una obra a Nova York. Aquesta producció no va arribar a estrenar-se, però va aconseguir un paper en l'obra de Cole Porter Leave It to Me!. Amb aquesta obra es va fer popular a Broadway i va aconseguir l'atenció dels mitjans nacionals cantant "My Heart Belongs to Daddy".

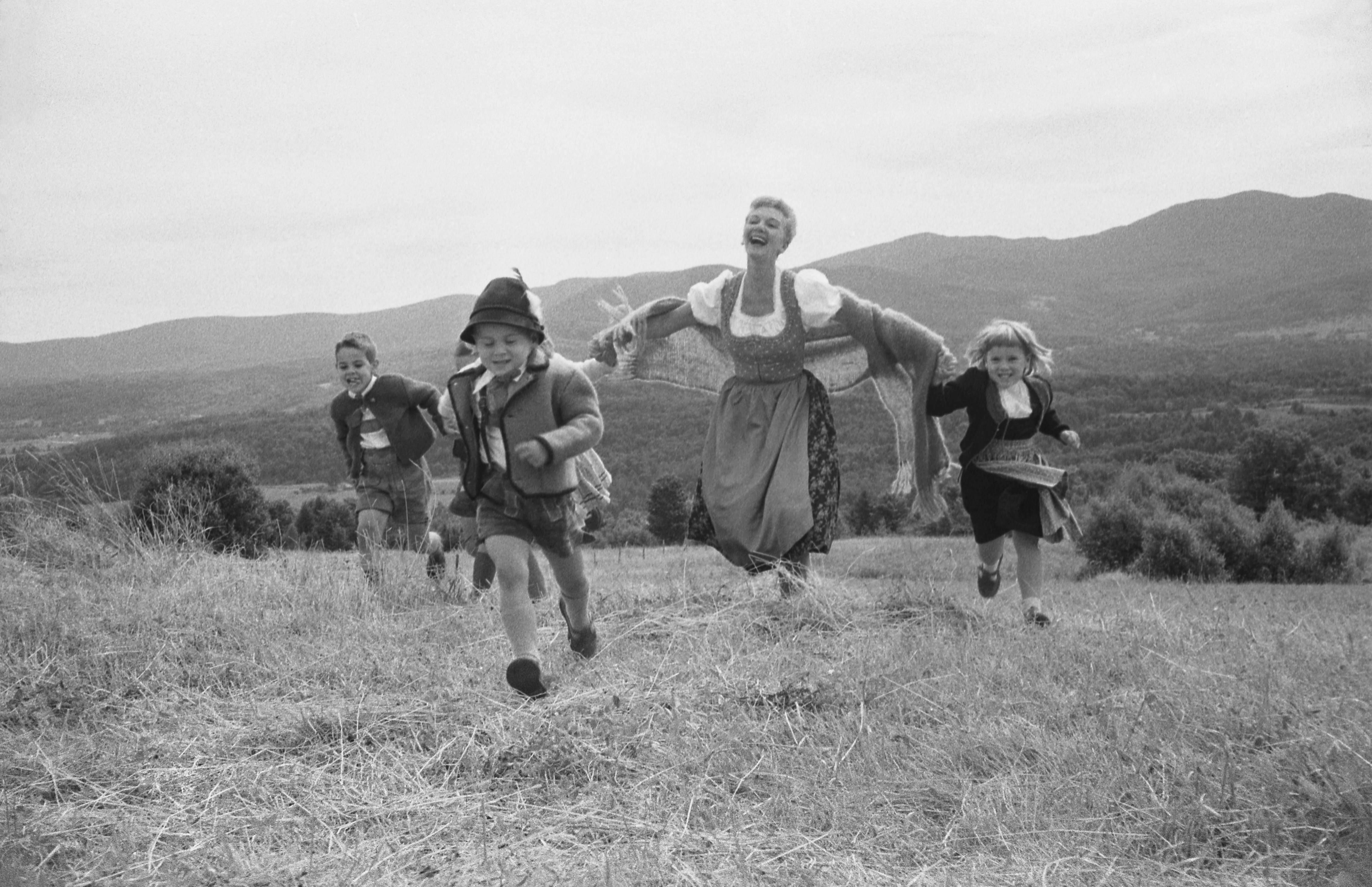
Mary Martin amb els nens de la producció original de The Sound of Music

Encara que va actuar en nou pel·lícules en la seva carrera, Mary explicava que no gaudia rodant pel·lícules, perquè no tenia la "connexió" amb l'audiència que existia en el teatre. La seva interpretació més ajustada a la teatral va ser en televisió, amb Peter Pan. Encara que no gaudia amb les versions cinematogràfiques, aparentment sí que ho feia amb les adaptacions televisives, les quals va interpretar amb freqüència.
Martin va fer la seva última actuació el 1980 a Londres, interpretant "Honeybun", de South Pacific.

## Defunció
El 1982 va sofrir un accident de trànsit, que li va ocasionar lesions greus i en el qual va morir l'agent de premsa Ben Washer. Gaynor i el seu marit Paul Gregory, 61, i Martin i el seu agent de premsa, Ben Washer, 76, viatjaven en un taxi quan van xocar contra una furgoneta.
Mary Martin va morir als 76 anys a causa d'un càncer colorectal al seu domicili de Rancho Mirage, Califòrnia, el 1990. Està enterrada al Cementiri East Greenwood de Weatherford, Texas.

## Actuacions

### Teatre
- Leave It to Me! (1938) (Broadway)
- One Touch of Venus (1943) (Broadway)
- Pacific 1860 (1946) (Londres)
- Lute Song (1946) (Broadway)
- Annie Get Your Gun (1947) (gira nacional)
- South Pacific (1949) (Broadway)
- South Pacific (1951) (Londres)
- Kind Sir (1953) (Broadway)
- Peter Pan (1954) (Broadway)
- The Skin of Our Teeth (1955) (Broadway, Washington DC, i París)
- The Sound of Music (1959) (Broadway)
- Jennie (1963) (Broadway)
- Hello, Dolly! (1965) (Londres i gira mundial)
- I Do! I Do! (1966) (Broadway i gira nacional)
- Together on Broadway: Mary Martin & Ethel Merman (1977) (Broadway)
- Do You Turn Somersaults? (1978) (Broadway i gira nacional)
- Legends! (1986) (gira nacional)

## Cinema
- The Shopworn Angel (1938)
- Battle of Broadway (1938) - Linda Lee
- The Great Victor Herbert (1939) - Louise Hall
- Fashion Horizons (1940, Short subject) - Ella mateixa
- Rhythm on the River (1940) - Cherry Lane
- Love Thy Neighbor (1940) - Mary Allen
- Kiss the Boys Goodbye (1941) - Cindy Lou Bethany
- Birth of the Blues (1941) - Betty Lou Cobb
- New York Town (1941) - Alexandra Curtis
- Star Spangled Rhythm (1942) - Ella mateixa - número 'Hit the Road to Dreamland'
- Happy Go Lucky (1943) - Marjory Stuart
- True to Life (1943) - Bonnie Porter
- Night and Day (1946) - Ella mateixa
- Main Street to Broadway (1953) - Ella mateixa

### Televisió
- America Applauds: An Evening for Richard Rodgers (1951)
- The Ford 50th Anniversary Show (1953)
- General Foods 25th Anniversary Show: A Salute to Rodgers and Hammerstein (March 28, 1954)
- Noël Coward & Mary Martin – Together With Music (1955)
- Producers' Showcase: Peter Pan (1955 i 1956)
- Annie Get Your Gun (1957)
- Magic with Mary Martin (1959)
- Peter Pan (1960)
- The Bing Crosby Show for Clairol (1962)
- Mary Martin: Hello, Dolly! Round the World (1966)
- Mary Martin at Eastertime (1966)
- Valentine (1979)
- Over Easy (host from 1981–1983)
- Rodgers and Hammerstein: The Sound of American Music (1985)[10]